# Корнілова Світлана Іванівна
Світлана Іванівна Корнілова (нар. 5 травня 1944, Луганська область — пом. 16 травня 2016) — український аудитор і громадський діяч. Почесний громадянин Херсона.

## Біографія
Народилася 5 травня 1944 року в Луганській області.
Навчалась у Харківському політехнічному інституті, який 1972 року закінчила. Відтоді працювала на Херсонському консервному комбінаті, а потім — в Облхарчопромі, в управлінні побутового обслуговування у відділі економіки. Займала посаду старшого економіста Обспоживспілки, керувала бухгалтерською службою на КП База «Херсонсклотара».
З 1995 року займалася аудиторською діяльністю. У 2000 році заснувала товариство з обмеженою відповідальністю аудиторську фірму «Профі-аудит».
У 2007—2014 рр. — помічник народного депутата України Анатолія Кінаха.
Була головою правління Херсонського регіонального відділення Українського союзу промисловців та підприємців, а також членом колегії Херсонської обласної державної адміністрації.
У сфері професійної діяльності організувала низку семінарів для бухгалтерів, економістів, юристів щодо підвищення їх кваліфікації.
Долучилася до обговорення проєкту Податкового кодексу, прийнятого у 2010 році. За її ініціативи до Кабінету Міністрів України було направлено більше 100 пропозицій та поправок до проєкту закону, з яких 8 було враховано.
Обиралась депутатом Херсонської міської ради двох скликань; керувала фракцією Партії регіонів (V скликання); працювала заступником голови постійної комісії міської ради з питань планування, фінансів, бюджету та соціально-економічного розвитку (V та VI скликання).
Померла 16 травня 2016 року.

## Відзнаки
- Нагороджувалася Почесними грамотами Верховної Ради України, Кабінету Міністрів України[1], Українського союзу промисловців та підприємців.
- За вагомий внесок у розвиток економіки міста, активну депутатську діяльність, участь у житті територіальної громади 26 серпня 2011 року було присуджено звання «Почесний громадянин міста Херсона»[2].